# Szarka László (geofizikus)
Szarka László Csaba (Derecske, 1954. április 23. –) magyar geofizikus, tudományos kutató, egyetemi tanár, az MTA rendes tagja.

## Életpályája
1977-ben végzett a miskolci Nehézipari Műszaki Egyetemen kitüntetéssel. Summa cum laude eredménnyel egyetemi doktorátust szerzett 1982-ben. 1987-ben kandidátus, majd 1997-ben a földtudományok doktora lett.
1977-től az MTA Geodéziai és Geofizikai Kutatóintézetében dolgozik Sopronban,  1991-től a Geofizikai Főosztály vezetője. Közben 1997 és 1999 között vendégtanár Párizsban ("professeur associé temporaire", Université Paris Sud). 1993-tól oktat a soproni egyetemen. 1999-ben habilitált Miskolcon. Ugyancsak 1999-től Sopronban az egyetemi Földtudományi Intézet vezetője. 2001-ben egyetemi magántanár, 2004-től pedig egyetemi tanár.
A Magyar Tudományos Akadémia 2013-ban levelező, majd 2019-ben rendes tagjává választotta.

## Munkássága
„A környezettudomány, a természeti világ védelmének észszerű megközelítése kevesebb politikai ideológiát, helyes természeti erőforrás-gazdálkodást, alapos természettudományi műveltséget és – mindenekelőtt – józan ítélőképességet kíván.”
Föld és ember, MTA, székfoglaló beszéd, 2019.
Kutatási témái: elektromágneses geofizikai kutatómódszerek; földi elektromágnesesség; környezeti geofizika. Tudományos cikkeinek száma meghaladja az 540-et. 

### Székfoglaló előadásai
- Elektromágneses geofizika, föld- és környezettudomány (MTA, 2013. szeptember 17.)
- Föld és ember (MTA, 2019. szeptember 17.)[3][4]

### Díjai, kitüntetései
- Eötvös Loránd-emlékérem, 2010
- Magyar Köztársasági Érdemrend lovagkeresztje (Magyarország Köztársasági Elnöke), 2010
- Pro Silvicultura, Natura et Venatiora Kari Dísztőr (Nyugat-magyarországi Egyetem, Erdőmérnöki Kar), 2010
- Sopronért emlékérem, 2009
- Az Év Nyugat-dunántúli Kutatója Díj (Nyugat-Dunántúli Regionális Fejlesztési Tanács),  2002
- Egyed László-emlékérem (Magyar Geofizikusok Egyesülete), 2000
- Széchenyi professzori ösztöndíj, 1998
- Renner János-emlékérem, 1995
- Szádeczky-Kardoss-díj (MTA X. osztály), 1991
- Év cikke díj (Magyar Geofizikusok Egyesülete), 1991
- Akadémiai Ifjúsági Díj (Magyar Tudományos Akadémia), 1988